# 大心昇
大心 昇（だいしん のぼる、1937年8月2日 - 2012年3月20日）は、北海道山越郡長万部町出身で宮城野部屋（入門時は高嶋部屋）に所属した大相撲力士。本名は長田 留雄（ながた とめお）→長田 留男（ - とめお）。最高位は東前頭8枚目（1966年9月場所）。得意手は右四つ、寄り、蹴手繰りなど。現役時代の体格は179cm、115kg。

## 来歴
18歳の時上京し、高嶋部屋に入門。1956年9月場所で初土俵を踏んだ。同期の初土俵には、後の横綱・大鵬（当初、納谷）や小結・沢光（同、沢向）などがいる。翌年1月場所にて、「長葉山」の四股名で序ノ口に付いた。同場所では5勝3敗と勝ち越し、上々の「大相撲デビュー」となったが、2勝目は納谷から挙げている（因みに納谷（大鵬）との対戦は、同場所以降、2度と叶わなかった）。
その後、元横綱・吉葉山が開いた「吉葉山道場」に移った（元吉葉山が年寄・宮城野を襲名した1960年以降は、「宮城野部屋」へと所属が変更している）。
1964年11月場所にて4年半に及ぶ長い幕下生活を経て、27歳で十両へと昇進。そして、1965年7月場所で新入幕を果たした。同場所では、2日間の途中休場がありながら、8勝を挙げて見事勝ち越している（その他、幕内では同年11月場所と翌年7月場所でも勝ち越したが、いずれも成績は8勝7敗である）。幕内在位は8場所に終わり、1967年11月場所以降は関取に復帰する事も叶わなかった。
現役晩年は幕下41枚目まで番付を落とし、1969年3月場所後、31歳で廃業（なお、廃業時の四股名は、本名でもある「長田」であった）。
廃業後は東京都足立区西新井で、相撲料理店「大心」を営んでいた。なお、次男の真一（しんいち、1971年4月19日生まれ）も明治大学卒業間際に角界入り（父と異なり、立浪部屋に入門）したが、こちらは関取になれなかった。
2012年3月20日、心不全のため東京都内の病院で逝去した。74歳没。

## 主な成績・記録
- 通算成績：343勝321敗11休 勝率.517
- 幕内成績：49勝69敗2休 勝率.415
- 現役在位：74場所
- 幕内在位：8場所
- 各段優勝
  - 十両優勝：1回（1966年5月場所）
  - 幕下優勝：1回（1964年9月場所）
  - 序二段優勝：1回（1957年9月場所）

### 場所別成績
| | 一月場所 初場所（東京） | 三月場所 春場所（大阪） | 五月場所 夏場所（東京） | 七月場所 名古屋場所（愛知） | 九月場所 秋場所（東京） | 十一月場所 九州場所（福岡） |
| --- | ----------------------- | ----------------------- | ----------------------- | --------------------------- | ----------------------- | --------------------------- |
| 1956年 （昭和31年） | x                       | x                       | x                       | x                           | （前相撲）              | x                           |
| 1957年 （昭和32年） | 西序ノ口22枚目 5–3      | 西序二段98枚目 5–3      | 東序二段63枚目 4–4      | x                           | 西序二段46枚目 優勝 8–0 | 東三段目63枚目 5–3          |
| 1958年 （昭和33年） | 西三段目47枚目 3–5      | 東三段目51枚目 6–2      | 東三段目27枚目 4–4      | 東三段目23枚目 3–5          | 東三段目29枚目 4–4      | 西三段目27枚目 5–3          |
| 1959年 （昭和34年） | 東三段目18枚目 4–4      | 東三段目13枚目 4–4      | 東三段目13枚目 5–3      | 西三段目6枚目 5–3           | 東幕下79枚目 4–4        | 東幕下73枚目 3–5            |
| 1960年 （昭和35年） | 東三段目5枚目 3–5       | 東三段目7枚目 6–2       | 西幕下66枚目 4–4        | 西幕下64枚目 5–2            | 東幕下50枚目 2–5        | 西幕下56枚目 3–4            |
| 1961年 （昭和36年） | 西幕下63枚目 4–3        | 東幕下58枚目 3–4        | 東幕下73枚目 4–3        | 東幕下64枚目 4–3            | 西幕下57枚目 5–2        | 西幕下40枚目 2–5            |
| 1962年 （昭和37年） | 西幕下51枚目 5–2        | 東幕下42枚目 4–3        | 東幕下38枚目 4–3        | 東幕下32枚目 3–4            | 西幕下33枚目 2–5        | 東幕下43枚目 4–3            |
| 1963年 （昭和38年） | 西幕下38枚目 4–3        | 東幕下33枚目 4–3        | 東幕下31枚目 4–3        | 東幕下27枚目 6–1            | 東幕下12枚目 3–4        | 東幕下16枚目 3–4            |
| 1964年 （昭和39年） | 東幕下19枚目 2–5        | 西幕下31枚目 3–4        | 東幕下37枚目 6–1        | 西幕下14枚目 5–2            | 西幕下6枚目 優勝 7–0    | 東十両11枚目 8–7            |
| 1965年 （昭和40年） | 東十両7枚目 5–10        | 西十両11枚目 9–6        | 西十両4枚目 10–5        | 東前頭15枚目 8–5–2          | 東前頭11枚目 7–8        | 西前頭11枚目 8–7            |
| 1966年 （昭和41年） | 西前頭9枚目 5–10        | 東前頭15枚目 6–9        | 東十両5枚目 優勝 12–3   | 西前頭13枚目 8–7            | 東前頭8枚目 5–10        | 東前頭14枚目 2–13           |
| 1967年 （昭和42年） | 東十両8枚目 11–4        | 西十両3枚目 7–8         | 西十両9枚目 6–9         | 東十両13枚目 9–6            | 西十両8枚目 2–13        | 東幕下5枚目 2–5             |
| 1968年 （昭和43年） | 西幕下18枚目 3–4        | 東幕下22枚目 5–2        | 東幕下12枚目 2–5        | 東幕下24枚目 5–2            | 西幕下13枚目 2–5        | 西幕下25枚目 5–2            |
| 1969年 （昭和44年） | 西幕下14枚目 0–5–2      | 東幕下41枚目 引退 0–0–7 | x                       | x                           | x                       |                             |
| 各欄の数字は、「勝ち-負け-休場」を示す。 優勝 引退 休場 十両 幕下 三賞：敢=敢闘賞、殊=殊勲賞、技=技能賞 その他：★=金星 番付階級：幕内 - 十両 - 幕下 - 三段目 - 序二段 - 序ノ口 幕内序列：横綱 - 大関 - 関脇 - 小結 - 前頭（「#数字」は各位内の序列） |                         |                         |                         |                             |                         |                             |

### 幕内対戦成績
| 力士名 | 勝数 | 負数 | 力士名 | 勝数 | 負数 | 力士名 | 勝数 | 負数 | 力士名   | 勝数 | 負数 |
| ------ | ---- | ---- | ------ | ---- | ---- | ------ | ---- | ---- | -------- | ---- | ---- |
| 青ノ里 | 2    | 2    | 朝岡   | 1    | 0    | 浅瀬川 | 0    | 4    | 天津風   | 1    | 1    |
| 荒波   | 3    | 2(1) | 追風山 | 1    | 1    | 扇山   | 1    | 1    | 小城ノ花 | 2    | 2    |
| 海乃山 | 0    | 1    | 開隆山 | 2    | 3    | 金乃花 | 1    | 1    | 北ノ國   | 1    | 2    |
| 君錦   | 2(1) | 1    | 清國   | 1    | 0    | 麒麟児 | 1    | 2    | 高鐵山   | 2    | 3    |
| 大豪   | 0    | 3    | 大文字 | 0    | 1    | 大雄   | 2    | 2    | 玉嵐     | 0    | 1    |
| 鶴ヶ嶺 | 2    | 1    | 天水山 | 1    | 0    | 栃王山 | 0    | 1    | 豊國     | 1    | 2    |
| 花光   | 3    | 1    | 福の花 | 1    | 3    | 房錦   | 2    | 0    | 藤ノ川   | 0    | 1    |
| 前田川 | 2    | 0    | 義ノ花 | 2    | 0    | 若杉山 | 3    | 2    | 若秩父   | 1    | 5    |
| 若天龍 | 0    | 3    | 若浪   | 2    | 2    | 若鳴門 | 1    | 4    | 若乃洲   | 2    | 3    |
| 若二瀬 | 1    | 2    | 若見山 | 0    | 2    |        |      |      |          |      |      |

## 改名歴
- 長葉山 留男（ながばやま とめお）1957年1月場所 - 1959年9月場所・1960年1月場所 - 1964年3月場所
- 八雲潟（やくもがた）1959年11月場所
- 大心 昇（だいしん のぼる）1964年5月場所 - 1968年1月場所
- 長田（ながた）1968年3月場所 - 1969年3月場所

## 脚註
1. ↑  元幕内大心、長田留男氏が死去 サンケイスポーツ 2012年3月21日閲覧
2. ↑  右足第 4指関節脱臼により3日目から途中休場、6日目から再出場